# Blankenheim (Nadrenia Północna-Westfalia)
Blankenheim – miejscowość i gmina w Niemczech, w kraju związkowym Nadrenia Północna-Westfalia, w rejencji Kolonia, w powiecie Euskirchen. W 2010 roku liczyła 8294 mieszkańców.

## Współpraca
Miejscowość partnerska:
- Zaventem, Belgia